# Уилл и Грейс
«Уилл и Грейс» (англ. Will & Grace) — популярный американский комедийный телевизионный сериал (ситком), неоднократный лауреат «Эмми» и номинант на «Золотой глобус». Сюжет крутится вокруг четырёх главных героев: Уилла Трумана, адвоката-гея, его лучшей подруги Грейс Адлер, молодой женщины, управляющей собственной дизайнерской фирмой, Карен Уокер, очень богатой светской дамы, по собственной прихоти работающей у Грейс ассистентом, а также Джека Макфарленда, друга Уилла, вечно безработного актёра. Действие происходит в Нью-Йорке.
Сериал дебютировал на NBC 21 сентября 1998 года и мгновенно завоевал зрительскую любовь, став вторым (после Друзей») по популярности ситкомом в Америке, да и во всём мире. Большинство эпизодов и сцен сериала снимали по четвергам в 17-м павильоне CBS Studio Center перед зрителями.
В России показ осуществляет телеканал Sony Entertainment Television.
Премьера возрождённого сериала с тем же актёрским составом состоялась на NBC 28 сентября 2017 года. 3 августа 2017 года сериал был продлён на десятый сезон.
25 июля 2019 года канал NBC объявил что одиннадцатый сезон станет последним для сериала.

## Действующие лица

### Главные герои
Уильям Труман (в исполнении Эрика Маккормака)
Уилл — преуспевающий юрист, открытый гей, давний друг Грэйс. Он — младший из трёх братьев. Несмотря на то, что не стесняется своей ориентации, никогда не старается афишировать её. Романтик в отношениях, реалист в остальных аспектах жизни. Отличается параноидальным стремлением к порядку. Несколько персонажей сериала характеризуют его отношения с Грэйс как отношения пары влюблённых, а не друзей, но и Уилл, и Грэйс каждый раз опровергают это.
Грейс Адлер (в исполнении Дебры Мессинг)
Грэйс — дизайнер интерьеров с очевидной страстью к еде (зависимостью от еды). Она лучшая подруга Уилла с колледжа. Грэйс средняя (по старшинству) в семье, где кроме неё было ещё две дочери. Её отношения с матерью можно назвать весьма натянутыми, поскольку эксцентричная и артистичная мать постоянно пытается уколоть Грэйс, вспоминая о её любовных неудачах. Грэйс встречалась с Братом Уилла, но рассталась с ним, когда узнала, что Уиллу это неприятно.
Джек Макфарленд (в исполнении Шона Хейс)
Джек — один из лучших друзей Уилла. Очень яркий, но поверхностный — скачет от бойфренда к бойфренду, от работы к работе. Во втором эпизоде сериала знакомится с Карен и становится её лучшим другом.
Карен Уокер (в исполнении Меган Маллалли)
Карен — ассистентка Грэйс, которая никогда не работает, зато своими социальными связями привлекает в компанию состоятельных заказчиков. Замужем за безумно богатым Стэнли Уокером. Постоянно пьёт и ест таблетки, как конфеты: фармацевт — один из главных людей в её жизни. Прямолинейная и чёрствая, но в отношениях с близкими показывает свою светлую сторону. Имеет альтер эго — Анастэйша Биверхаузен.

### Второстепенные персонажи
- Росарио Салазар (Шелли Моррисон) — горничная Карен, фиктивная супруга Джека.
- Др. Марвин «Лео» Маркус (Гарри Конник мл.) — бойфренд Грэйс, в дальнейшем муж и бывший муж.
- Винс Д’Анджело (Бобби Каннавале) — полицейский, первый продолжительный роман Уилла на экране.
- Бобби Адлер (Дебби Рейнольдс) — мать Грэйс
- Джорж Труман (Сидни Поллак) — отец Уилла
- Мэрилин Труман (Блайт Даннер) — мать Уилла
- Эллиот (Майкл Ангарано) — сын Джека
- Роб (Том Галлоп) и Эллен (Ли-Аллен Бэйкер) — женатая пара (в конце сериала в разводе), хорошие друзья Уилла и Грэйс ещё со школы. По мнению Уилла и Грэйс, страшные зануды.
- Джо (Джерри Левайн) и Ларри (Тим Бэгли) — друзья Уилла и Грэйс, гей-семья, удочерившая девочку Ханну.
- Тина — любовница Джорджа Трумана
- Лоррейн Финстер (Минни Драйвер) — официантка из тюремного кафе, чья интрижка со Стэнли привела к их с Карен разводу
- Беверли Лесли (Лесли Джордан) — очень низкий и очень состоятельный персонаж светской тусовки, повсюду водящий с собой «делового партнёра», даже на «празднование смерти…брр ЖИЗНИ» (мемориальная служба) своей жены. Их отношения с Карен меняются от вечной дружбы до ненависти и обратно

### Приглашённые звёзды
| - Розанна Аркетт — Джули, массажистка, живущая по соседству с Грэйс и Лео - Джек Блэк — доктор Исаак Хершберг, который обследовал Карен, так же является братом периодически появляющейся медсестры Шейлы (которую играет одна из сценаристов шоу и девушка Джека Блэка по совместительству Лора Китлингер) - Ричард Чемберлен — Клайд, престарелый мужчина, которого Уилл приводит на вечер игр - Гленн Клоуз — Фанни Либер, фотограф - Мадонна — Лиз, соседка Карен - Дэми Мур — Сисси, бывшая няня Джека - Шерон Осборн — бармен - Люк Перри — Аарон, орнитолог, пассия Джека - Николлетт Шеридан — Доктор Даниэль Морти, женщина, с которой Лео изменил Грэйс - Бритни Спирс — Эмбер, соведущая Джека в его ток-шоу. В эфире — консервативная христианка с наивным южным акцентом, в жизни — «жёсткая лесбиянка» - Джина Дэвис — Джэнет Адлер, старшая сестра Грэйс - Сара Ру — Джойс Адлер, младшая сестра Грэйс - Шэрон Стоун — Джорджия Келлер, психотерапевт Уилла и Грэйс - Патрик Демпси — Мэтью, спортивный репортёр, бойфренд Уилла - Энди Гарсия — Мило, хостес ресторана и любовник Карен. Перестаёт отвечать на звонки Карен после их свидания - Сет Грин — Рональд Финн, гей, в детстве бывший звездой - Стюарт Таусенд — Эдвард, пансексуальный повар Карен | - Джоан Коллинз — Хелена Барнз, дизайнер с мировым именем, однажды претендовала на один и тот же заказ с Грэйс - Макалей Калкин — Джейсон Тоун, юрист, представлявший Карен на процессе о её разводе со Стеном - Мэтт Деймон — Оуэн, гетеросексуальный конкурент Джека, притворившийся геем, чтобы занять место в Манхеттенском Хоре Геев - Кристин Дэвис — Надин, лучшая подруга Винса - Мира Сорвино — Даян, единственная девушка с которой у Уилла был секс, бывшая невеста Лео - Минни Драйвер — Лоррейн Финстер, официантка из тюремного кафе, чья интрижка со Стэнли привела к их с Карен разводу - Алек Болдуин — Малкольм, федеральный агент, любовник Карен - Джефф Голдблюм — Скотт Вулле, брошенный Карен бойфренд, который пытался отомстить ей, разрушив её карьеру в «Грэйс Адлер Дизайнз» - Вуди Харрельсон — Нейт, бойфренд Грэйс, сделал ей предложение во время секса - Майкл Дуглас — Гэвин Хэтч, что-то скрывающий полицейский детектив-гей - Кевин Бейкон — играет самого себя - Дженнифер Лопес — играла саму себя - Джанет Джексон — играла саму себя - Элтон Джон — играл самого себя - Шер — играла саму себя - Сандра Бернхард — играла саму себя. Продавала свою квартиру Уиллу и Грэйс в одном из эпизодов. - Эллен Альбертини Дау — Сильвия Уокер - Лили Томлин — Марго, старший партнёр «Дюсетт и Штейн», занявшая место Бэна Дюсетта. Предложили Уиллу стать партнёром в фирме - Джейн Линч — Роберта, воспитательница в «переориентационном» лагере, куда был отправлен внук Джека. - Тим Бэгли — Ларри |

## Обзор сезонов
| Сезон | Сезон | Эпизоды | Дата показа      | Дата показа    | Рейтинг Нильсона | Рейтинг Нильсона       |
| Сезон | Сезон | Эпизоды | Премьера         | Финал          | Ранк             | Зрители США (миллионы) |
| ----- | ----- | ------- | ---------------- | -------------- | ---------------- | ---------------------- |
|       | 1     | 22      | 21 сентября 1998 | 13 мая 1999    |                  |                        |
|       | 2     | 24      | 21 сентября 1999 | 23 мая 2000    |                  |                        |
|       | 3     | 25      | 12 октября 2000  | 17 мая 2001    |                  |                        |
|       | 4     | 27      | 27 сентября 2001 | 16 мая 2002    |                  |                        |
|       | 5     | 24      | 26 сентября 2002 | 15 мая 2003    |                  |                        |
|       | 6     | 24      | 25 сентября 2003 | 29 апреля 2004 |                  |                        |
|       | 7     | 24      | 16 сентября 2004 | 19 мая 2005    |                  |                        |
|       | 8     | 24      | 29 сентября 2005 | 18 мая 2006    |                  |                        |
|       | 9     | 16      | 28 сентября 2017 | 5 апреля 2018  |                  |                        |
|       | 10    | 18      | 4 октября 2018   | 4 апреля 2019  |                  |                        |
|       | 11    | 18      | 24 октября 2019  | 23 апреля 2020 | TBA              | TBA                    |

## Сюжет

### Ранние отношения Уилла и Грэйс
Уилл и Грэйс впервые встретились в Колумбийском университете в 1985 году — их комнаты в общежитии находились напротив друг друга. Они легко нашли общий язык и уже скоро начали встречаться. Тогда же Уилл побывал на студенческой вечеринке, где познакомился с Джеком. После окончания вечеринки Джек обвинил Уилла в том, что тот отрицает собственную сексуальную ориентацию. Уилл признался в своей гомосексуальности Грэйс только после того как сделал ей предложение руки и сердца (которое должно было отложить их «постельные» отношения на период «после свадьбы»). Грэйс выкинула его из дома своих родителей и порвала всякие связи: она переехала из кампуса и не разговаривала с Уиллом год. Но однажды они случайно столкнулись на День Благодарения (1986) в супермаркете D’Agostino. Эта встреча привела к примирению и с тех пор они были лучшими друзьями. (Эти события были показаны как воспоминания героев в третьем сезоне сериала)

### Соседи
В пилотном эпизоде шоу Грэйс собиралась выходить замуж за своего бойфренда Дэнни. Уилл считал это плохой затеей, что привело к их с Грэйс размолвке. Грэйс решила выйти замуж в секрете, но тем не менее в последний момент, осознав, что Уилл прав и Дэнни не «тот самый парень», разорвала помолвку. Нуждаясь в жилье (их общая с Дэнни квартира после разрыва осталась ему), Грэйс переезжает в апартаменты Уилла в Верхнем Вест-Сайде. Уилл и Грэйс проводят много времени друг с другом и со своими друзьями Карен и Джеком. Джек — яркий гей-активист, актёр-певец-танцор, который за время сериала успевает сменить огромное количество профессий: он и официант и медбрат-стажер, он и преподаватель актёрского мастерства и продавец в модном магазине, он и ведущий ток-шоу и даже участник подтанцовки таких богинь сцены как Дженнифер Лопес и Джанет Джексон.
Карен — вечно пьющая миллионерша, работающая ассистенткой Грэйс. Работать она пошла, чтобы иметь возможность улизнуть из дома, где ей приходится жить с мужем Стэнли и его детьми Оливией и Мейсоном.
Ещё один персонаж, кто был движущей силой сериала — клиент Уилла Харлин Полк. Поначалу ему уделялось достаточно большое внимание, но к концу первого сезона интерес к его сюжетной линии угас, и в начале второго сезона сценаристы вывели Харлина из сюжета (он уволил Уилла и нанял другого адвоката).
В шоу показываются романтические отношения обоих, и Уилла и Грэйс, а также то, как друзья всегда ищут и находят эмоциональную опору друг в друге. Постоянная шутка сериала: Джек и Карен часто называют Уилла и Грэйс женатыми «без-романтичными партнёрами» и «любовниками без секса». В начале второго сезона Грэйс въезжает в собственную квартиру (напротив квартиры Уилла) в попытке установить какую-то дистанцию между собой и Уиллом, но в конце концов переезжает обратно к нему в начале третьего сезона. Грэйс переезжает вновь, когда выходит замуж в середине пятого сезона, но в шестом сезоне (после развода Грэйс) друзья снова живут вместе.

### Любовные истории
У Грэйс было несколько бойфрендов на протяжении сериала. Её поклонников играли такие звёзды как Вуди Харрельсон и Эдвард Бёрнс. Часто любовники Грэйс бывают напуганы её отношениями с Уиллом, мужчины завидуют их близости, лишь им одним понятным шуткам и умению заканчивать фразу за другого. В конце концов Грэйс всё-таки выходит замуж за доктора Лео Маркеса, которого играет актёр и музыкант Гарри Конник мл. Лео спокойно и с юмором относился к отношениям Грэйс и Уилла. Когда однажды расстроенная скорой разлукой с Лео, который уезжал на полгода, Грэйс спросила, не против ли муж, чтобы Уилл поспал с ними, Лео с улыбкой ответил: «Я знал, что это случится в один прекрасный день». Лео и Грэйс разошлись в финале шестого сезона, когда Грэйс стало известно об романе мужа, который он завёл во время работы по программе «Доктора без границ» в Камбодже. В последних сериях сериала, тем не менее, Лео признаётся глубоко-беременной Грэйс, что всё ещё любит её. Они мирятся и растят свою дочь Лили вместе.
Уиллу с романтическими отношениями повезло меньше. Это обстоятельство вызывало сильное недовольство аудитории, желающей видеть на телевидении счастливую пару геев. У Уилла были семилетние отношения с парнем по имени Майкл, но их партнёрство распалось ещё до начала сериала. С тех пор у Уилла не было сколь-нибудь серьёзных увлечений до весны 2004 года, когда на сцене появился Винс, полицейский с итальянскими корнями, которого блестяще сыграл Бобби Канаваль. Их история длилась год — до весны 2005, когда Винс одну за другой потерял несколько работ и парни решили «сделать перерыв». После Винса Уилл имел серьёзное увлечение в лице Джеймса, темнокожего красавца, которого он случайно встретил в вечер посвящённый «Звукам музыки» и так же случайно в Лос-Анджелесе, будучи на отдыхе. Но всё-таки в завершении сериала, на похоронах своего отца Уилл воссоединяется с Винсом. Пара усыновляет мальчика.
Джек, вечно витающий в облаках и озабоченный вопросами своей «карьеры» в шоу-бизнесе, оказывается вовлечённым в брачную аферу, целью которой является получение грин-кард для Россарио, любимой горничной Карен. Джек женится на Росарио, но разводится с ней после того как узнаёт, что у жены роман с садовником Уокеров. Помимо всего прочего в середине третьего сезона выяснилось, что у Джека есть сын-подросток по имени Эллиот. Эллиот — результат искусственного оплодотворения его матери-лесбиянки Бонни (в исполнении Роззи О’Доннел) спермой Джека. Самыми длительными отношениями Джека были его встречи на протяжении нескольких месяцев шестого сезона со Стюартом Ламараком.
Муж Карен Стэнли Уокер описывается как необычайно богатый и беспрецедентно толстый мужчина с очень специфическими сексуальными предпочтениями. Стэнли сажают в тюрьму за махинации с налогами в середине четвёртого сезона, но выпускают в конце пятого. Вскоре после этого Карен застукала Стэнли с его британской любовницей Лоррейн Финстер (Минни Драйвер), с которой он познакомился в тюремном кафетерии, где Лоррейн работала. Во время бракоразводного процесса Стэнли внезапно умер и весь шестой сезон Карен пользуется свободой, чтобы встречаться с мужчинами, что приводит к её двадцатиминутному браку с отцом Лоррейн Лайлом. В завершении седьмого сезона выясняется, что Стэнли инсценировал свою смерть, и в восьмой сезоне они с Карен возобновляют супружескую жизнь после непродолжительной интрижки Карен с правительственным агентом, которого сыграл Алек Болдуин. В конце же концов Карен уходит от Стэнли — она выясняет, что он погряз в долгах и ничего не стоит.

### Конфликты
В пятом сезоне Уилл и Грэйс проходят через одну из самых крупных своих ссор с момента начала сериала. Причиной разлада стало следующее: друзья решили завести вместе ребёнка (идея Грэйс, которая чуть ранее отговорила Уилла от подобной затеи с участием его школьной подруги), но в это время Грэйс встречает Лео и влюбляется в него. Проект с Уиллом отходит на второй план. Уилл обвиняет Грэйс в предательстве. Во время ссоры оба говорят много обидных вещей и приходят к мнению, что дружбе конец. Карен и Джек пытаются помирить Грэйс и Уилла, в итоге им это удаётся.